# 2199 Kleť
A 2199 Klet (ideiglenes jelöléssel 1978 LA) a Naprendszer kisbolygóövében található aszteroida. Antonín Mrkos fedezte fel 1978. június 6-án.